# Vriesea bleheri
Vriesea bleheri är en gräsväxtart som beskrevs av Jürgen Roeth och Wilhelm Weber. Vriesea bleheri ingår i släktet Vriesea och familjen Bromeliaceae. Inga underarter finns listade i Catalogue of Life.